# Red State
Red State (Estado Rojo) es una película estadounidense independiente de terror de 2011 escrita y dirigida por Kevin Smith con personajes inspirados por tipos de organizaciones religiosas fundamentalistas. Está protagonizada por Michael Parks, John Goodman y Melissa Leo. 

## Trama
Tres adolescentes se encuentran con un anuncio personal en línea de una mujer mayor en busca de sexo grupal. Pero lo que comienza como una fantasía termina en un giro oscuro cuando se encuentran cara a cara con una fuerza terrible fundamentalista con una agenda mortal. Son un grupo de fanáticos religiosos que creen que los países occidentales han abandonado a Dios y se disponen a "purificarlos" . Están basados en la sociedad evangélica de la Iglesia bautista de Westboro aunque con rasgos más terroristas.

## Elenco
- Michael Parks como Pastor Abin Cooper.
- John Goodman como Joseph Keenan
- Melissa Leo como Sarah.
- Ralph Garman como Caleb.
- Kerry Bishé como Cheyenne.
- Haley Ramm como Maggie.
- Michael Angarano como Travis.
- Kyle Gallner como Jared.
- Nicholas Braun como Billy Ray.
- Stephen Root como Sheriff Wynan.
- James Parks como Mordechai.
- Kevin Pollak como Agente Brooks.
- Matt L. Jones como Ayudante de Sheriff Pete.
- Kevin Alejandro como Agente Harry.
- Anna Gunn como Irma.
- Betty Aberlin como Abigail.
- Elizabeth Tripp como Melanie.
- Jennifer Schwalbach Smith como Esther.
- Alexa Nikolas como Jesse.